# Magdalena Krssakova
Magdalena Krssakova (3 marzo 1994) è una judoka austriaca.

## Palmares
- Europei

Praga 2020: argento nei 63 kg.
- Giochi europei

Misnk 2019: bronzo nella gara a squadre miste.
- Europei juniores

Sarajevo 2013: bronzo nei 63 kg.
- Europei cadetti

Teplice 2010: bronzo nei 63 kg.

### Vittorie nel circuito IJF
| Data            | Località | Paese   | Categoria  |
| --------------- | -------- | ------- | ---------- |
| 1º aprile 2017  | Tbilisi  | Georgia | Grand Prix |
| 7 aprile 2018   | Adalia   | Turchia | Grand Prix |
| 12 ottobre 2018 | Cancún   | Messico | Grand Prix |